# Курмаз, Александр Владимирович
Алекса́ндр Влади́мирович Ку́рмаз (укр. Олекса́ндр Володи́мирович Ку́рмаз; род. 1986, Киев, Украина, УССР) — украинский художник, фотограф.

## Биография
Родился в 1986 году в Киеве. В 2008 году окончил Национальную академию руководящих кадров культуры и искусств (НАРККиИ). В начале 2000-х был активным участником киевской граффити сцены, а также одним из участников граффити объединения «Пся Крев», знакового для украинской граффити сцены коллектива который работал, как в классическом, так и в пост-граффити направлении. С 2010 года занимается независимыми художественными проектами и фотографией. Живёт и работает в Киеве.

## Художественная практика
Курмаз работает на пересечении различных медиа, среди которых фотография, видео, перформативные практики и интервенции в публичное пространство, которое неизменно остается одной из главных территорий, где разворачиваются художественные эксперименты автора. Гражданское сопротивление, проблемы социальной дискриминации, горизонтальные формы сотрудничества и сотворчества — все эти темы находят свое отражение в художественных проектах Курмаза, предлагая острый комментарий к социальной и политической проблематике своего времени. Художник в остро-критической тональности раскрывает вопросы связанные с проявлением властных дискурсов и точками общественного напряжения.
«Премии и конкурсы — это важно и нужно! Это хорошая возможность поддержать художника, но в то же время, премии и конкурсы ставят художника в неудобное состояние конкуренции и соперничества. „Быть лучшим, быть успешным“ требует от нас общество. Участвуя в этом, мы негласно принимаем правила игры и часто забываем о главном — о сотрудничестве и содружестве, забываем о том, что искусство — это не спорт, здесь не может быть победителей, здесь нет лучших! Поэтому я хотел бы разделить денежную часть премии имени Казимира Малевича поровну между всеми финалистами этого года.»

## Награды
2023 — лауреат Гран-при Images Vevey. Веве, Швейцария.
2020 — лауреат Премии имени Казимира Малевича.
2018 — номинирован на Премию PinchukArtCentre.
2016 — лауреат Премии C/O Berlin Talent Award. Берлин, Германия.
2014 — стипендиат программы Министра культуры и национального наследия Республики Польша «Gaude Polonia».

## Персональные выставки
2021 — «Когда страх становится другом». Галерея The Naked Room, Киев, Украина.
2016 — «Мраморные ангелы с луками трясли в тенях маленькими писюнами, натягивали луки и беззаботно смеялись над смертью». PinchukArtCentre, Киев, Украина.
2016 — «Метод». C/O Berlin, Берлин, Германия.
2015 — «Мой мир недостаточно реален для Апокалипсиса». Галерея Detenpyla, Львов, Украина.
2014 — “Zaraz Wracam”. Галерея NOVA, Краков, Польша.
2010 — “Talking Walls”. Галерея Viuro, Варшава, Польша.

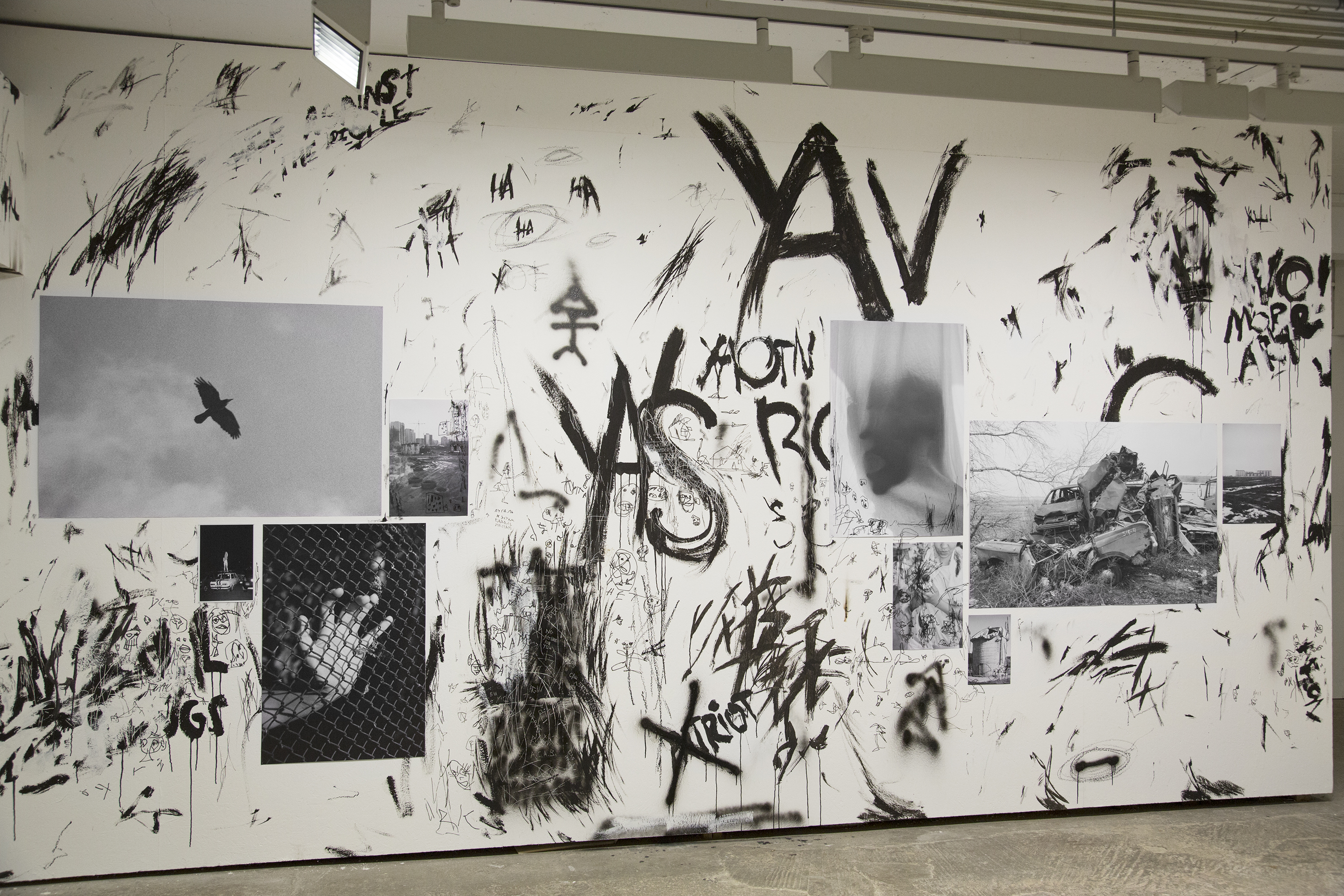
Фрагмент экспозиции OXYD Kunsträume. Винтертур, Швейцария, 2018 г.

## Избранные групповые выставки
2023 — “Before the Future”. Украинский павильон. Международная архитектурная выставка Biennale di Venezia. Венеция, Италия.
2023 — «Ти як?». Национальный центр «Український Дім», Киев, Украина.
2023 — “Crossing Lines. Politics of Images”. Robert Capa Contemporary Photography Center, Будапешт, Венгрия.
2023 — “Kaleidoscope of (Hi)stories. Ukrainian Art 1912 – 2023”. Albertinum музей, Дрезден, Германия.
2022 — “The Pain of Others”. DOX Centre for Contemporary Art, Прага, Чехия.
2022 — “What is depicted here?”. Музей Folkwang, Эссен, Германия.
2021 — «Чутливість. Сучасна українська фотографія». Мистецький Арсенал, Киев, Украина.
2021 — «Згадати той день коли». PinchukArtCentre, Киев, Украина.
2020 — «Алфавіт вайны». Нацыянальнага цэнтру сучасных мастацтваў Рэспублікі Беларусь (НЦСМ), Минск, Беларусь.
2019 — “The Body of Propaganda”. Latvian Museum of Photography, Рига, Латвия.
2019 — "Between Fire and Fire: Ukrainian Art Now". Atelierhaus der Akademie der bildenden Künste Wien, Вена, Австрия.
2018 — “Revolutionize!”. Мистецький Арсенал, Киев, Украина.
2016 — «Степень зависимости». Галерея Awangarda BWA Вроцлав. Вроцлав, Польша.
2016 — «В темноту». WUK. Вена, Австрия.

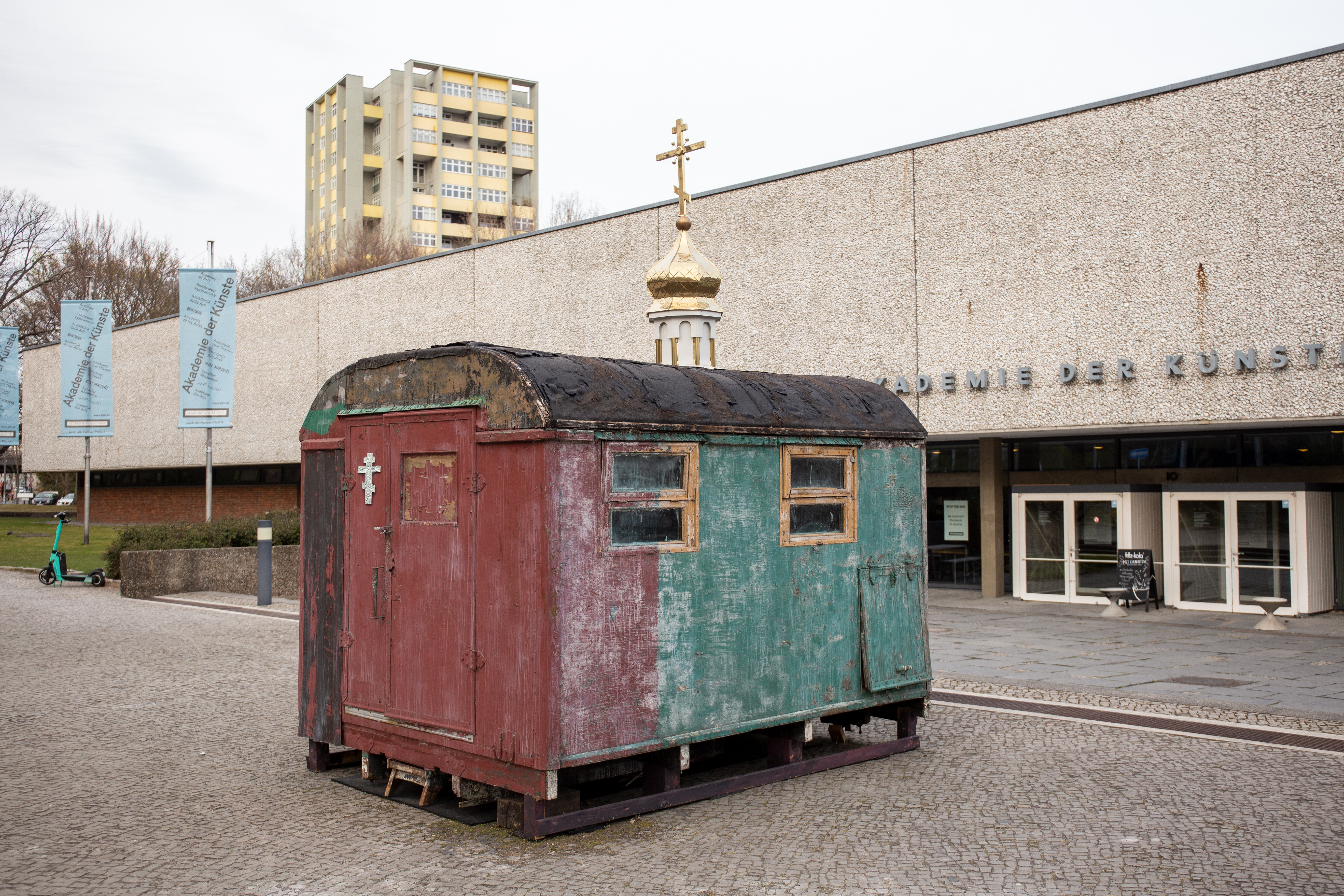
Инсталляция «Храм Преображення Господнього», Akademie der Künste, Берлин, Германия 2022 г.

2015 — 19-й Фестиваль фотографии в Биль, Швейцария.
2015 — Фестиваль фотографии в Каунас, Литва.
2014 — «Захват». Культурный фонд «Изоляция», Киев, Украина.
2014 — «После Победы». Ермилов Центр, Харьков, Украина.
2014 — Katowice Street Art Festival. Катовице, Польша.
2013 — «Global Activism». ZKM | Центр искусств и медиатехнологий, Карлсруэ, Германия.
2013 — «Украина: Экспроприация». Галерея «Гринберг», Москва, Россия.
2013 — «Территория совместных действий». 16thLINE art-gallery, Ростов-на-Дону, Россия.
2013 — «Ukrainian News». ЦСИ Уяздовский замок, Варшава, Польша.
2013 — «Система координат». ЕрмиловЦентр, Харьков, Украина.
2012 — «Переменная облачность». Арт-фонд «Изоляция», Донецк, Украина.
2012 — Santorini Biennale of Arts. Санторини, Греция.
2012 — «Українське тіло». (ЦВК) при НаУКМА, Киев, Украина.
2011 — «Ворваться с бешенством в борьбу». Галерея Paperworks, Москва, Россия.
2011 — «BARTHOLOMEW». Галерея 12 Mail, Париж, Франция.
2010 — «GERM FREE ADOLESCENTS». Галерея Radio, Милан, Италия.
2010 — «RECUSANSY». Галерея Bottega, Киев, Украина.
2008 — KIEV DANDYS «С корабля на бал». Галерея Глобус, Санкт-Петербург, Россия.
2006 — «Graffiti in Focus». Галерея ЦСИ Сороса при НаУКМА, Киев, Украина.